# 니나 반 팔란트
니나 반 팔란트(덴마크어: Nina van Pallandt, 1932년 7월 15일~)는 덴마크의 배우, 가수이다.

## 작품 목록

### 영화
- 타임 아웃 (1988년)
- 스워드 (1982년)
- 커터스 웨이 (1981년)
- 아메리칸 지골로 (1980년)
- 퀸테트 살인 게임 (1979년)
- 거짓의 F (1975년)
- 에거돈의 공격 (1975년)
- 긴 이별 (1973년)